# Cabdill de Miranda
El cabdill de Miranda (Hemitriccus mirandae) és un ocell de la família dels tirànids (Tyrannidae).

## Hàbitat i distribució
Habita els boscos de les terres altes de l'est del Brasil.